# کارگروه مد و لباس
کارگروه مد و لباس کارگروه ساماندهی مد و لباس در ایران است که سال ۱۳۸۵ با تصویب قانون ساماندهی مد و لباس ایجاد و دو سال بعد اجرایی شد. این تشکل زیر نظر وزارت فرهنگ و ارشاد اسلامی، اداره می‌شود. رئیس کارگروه مد و لباس زهرا گلپایگانی، از دانش‌آموختگان دانشگاه باقرالعلوم است. از جدی‌ترین فعالیت‌های این کارگروه، برگزاری جشنواره مد فجر است.